# 库尔特·坎贝尔
库尔特·坎贝尔（英語：Kurt Michael Campbell, 1957年8月27日—）是一位美国的外交官和企业家，曾任美國副國務卿及白宮國安會印太事務協調官，媒体将他称为印太沙皇、亚洲沙皇。

## 生平
1957年出生于加利福尼亚州弗雷斯诺，毕业于圣迭戈加利福尼亚大学和牛津大学布雷齐诺斯学院。曾担任美國東亞暨太平洋事務助理國務卿，是贝拉克·奥巴马总统中国事务方面的核心幕僚，此前曾就职于战略与国际研究中心。2019年6月担任骊住董事。2021年起擔任白宮國安會印太事務協調官。
2023年11月1日，坎貝爾被拜登總統提名成為美國副國務卿。
2024年2月6日，聯邦參議院表決允許康貝爾出任國務院副國務卿。

## 荣誉

### 外国勋章奖章
- 特种大绶景星勋章（中华民国，2013年10月15日于台北总统府颁授[9]）
- 澳大利亚官佐勋章（澳大利亚，2013年11月25日[10]）
- 新西兰功绩同袍勋章（新西兰，2013年12月31日公布[11]）
- 修交勋章光化章（韩国，2014年9月19日批准[12]）